# Elizabeth Tintaya
Elizabeth Tintaya Benites (Apurimac, Perú, 17 de enero de 1989) es una árbitra internacional de fútbol peruana, que posee dicha categoría desde 2016.
Dirigió en la Copa América Femenina 2022 en Colombia y es parte del panel arbitral de la Copa Mundial Femenina Sub-20 de 2022 en Costa Rica.